# Заречное (Дзержинский район)
Заречное (бел. Зарэ́чнае; до 30 июля 1964 г. — Бальдюки и Кулаковцы) — деревня в Дзержинском районе Минской области Белоруссии. В составе Путчинского сельсовета.

## География
В 20 км от Дзержинска, 35 км от Минска, 22 км от железнодорожной станции Койданово.
Расположено шоссе М14, дорога Н8396.
Ближайшие населённые пункты Голышово, Нарейки и др.

### Гидрография
Через деревню протекает река Птичь.

## История
В начале XX века существовали деревня Бальдюки и застенок Кулаковцы, 4 двора, 20 жителей.
До 8 апреля 1957 года деревни Бальдюки и Кулаковцы входили в состав Вертниковского сельсовета.
30 июля 1964 года деревни Бальдюки и Кулаковцы, которые объединились в один населённый пункт, были переименованы в деревню Заречное.

## Население

### Численность
- 2009 год — 26 жителей

### Динамика
- 1991 год — 32 двора, 65 жителей
- 1999 год — 42 жителя (перепись населения)
- 2004 год — 23 двора, 42 жителя
- 2009 год — 26 жителей (перепись населения)

## Достопримечательность
Около деревни расположен православный крест.